# 醫療漫畫
醫療漫畫，是漫畫類型的一種，泛指描寫從事醫療行為的醫生、護士與病患之間的故事。有時也會包含實習醫生、獸醫、密醫在內。主要場景有醫院的病房、護理站、 開刀房、診間、急診室……等。

## 概要
醫療漫畫，起源於1970年代日本漫畫家手塚治虫的作品。他以医学博士的專業背景，將真實的醫療專業知識安插進漫畫的劇情中。

## 主要題材
- 必要的治療和手術
- 新藥的臨床試驗
- 癌症末期的安寧照護
- 醫療器具的缺陷
- 在缺少器材和藥物時的治療
- 非必要的外科手術
- 醫院是營利事業，而非慈善事業
- 器官移植與器官捐贈
- 藥物的副作用
- 生命的價值
- 院內感染
- 醫療人球（拒收病患）
- 醫療事故與醫療糾紛
- 教學醫院裡的封建體制與紅包文化
- 無醫村與密醫

## 作品

### 1970年代
- 桐人傳奇（きりひと讃歌，手塚治虫，Big Comic，1970年－1971年）
- 怪醫黑傑克（ブラック・ジャック，手塚治虫，週刊少年Champion，1973年－1983年）

### 1990年代
- 醫龍
- 冥王

### 2000年代
- 仁者俠醫
- 頂尖神醫

### 2010年代
- 脆弱_病理醫岸京一郎的所見
- 頂尖明醫

## 相關
- 無敵怪醫
- 天生妙手